# Indie 500
Albums par Talib Kweli
Fuck the Money
(2015) The Seven
(2017)
Albums par 9th Wonder
Bladey Mae (Grandma's Blades)
(2013) Zion
(2016)
Indie 500 est un album collaboratif de Talib Kweli et 9th Wonder, sorti le 6 novembre 2015.

## Liste des titres
| No  | Titre                                                                                                   | Contient un (des) sample(s) de                                                                                        | Durée |
| --- | --- | --- | ----- |
| 1.  | Which Side Are You On (featuring Tef Poe et Kendra Ross – Produit par Nottz)                            | Which Side Are You On? de Florence Reece                                                                              | 4:43  |
| 2.  | Every Ghetto (featuring Rapsody – Produit par Hi-Tek)                                                   | 3am in the Ghetto (extrait du film Dave Chappelle: Killin' Them Softly) Juicy de The Notorious B.I.G. featuring Total | 3:42  |
| 3.  | Pay Ya Dues (featuring Problem et Bad Lucc – Produit par Eric G)                                        | The Macaroni Man de Jimmy Jules & the Nuclear Soul System                                                             | 2:42  |
| 4.  | Lo-Fi (featuring Niko Is – Produit par Khrysis)                                                         | | 3:20  |
| 5.  | Prego (featuring Pharoahe Monch et Slug – Produit par 9th Wonder)                                       | | 4:29  |
| 6.  | Life Ahead Of Me (featuring Rapsody – Produit par 9th Wonder)                                           | | 4:21  |
| 7.  | Great Day in the Mourning (featuring Add-2 – Produit par 9th Wonder)                                    | Woman d'Ebonee Webb                                                                                                   | 5:21  |
| 8.  | Don't Be Afraid (featuring Rapsody, Problem et Bad Lucc – Produit par 9th Wonder)                       | | 4:47  |
| 9.  | These Waters (Interprété par K'Valentine, Niko Is, Chris Rob et Jessica Care Moore – Produit par Nottz) | | 4:13  |
| 10. | King Shit (Interprété par Niko Is & GQ – Produit par E. Jones)                                          | | 3:37  |
| 11. | Bangers (Interprété par MK Asante et Halo – Produit par Nottz)                                          | | 3:39  |
| 12. | Technicolor Easels (Interprété par Niko Is – Produit par Khrysis)                                       | | 3:29  |
| 13. | Understand (featuring Brother Ali et Planet Asia – Produit par Khrysis)                                 | | 4:54  |